# Belén Ortega
Belén Ortega   (Granada, 6 de març de 1986) és una autora de còmics i il·lustradora. En 2019 es va convertir en la primera dibuixant de l'estat espanyol que treballaba per a les editorials Marvel i DC Comics.

## Biografia
Ortega és una apassionada de la cultura japonesa, va estudiar Belles arts a la Universitat de Granada i va completar els seus estudis a la Human Academy d'Osaka.
Els seus començaments professionals van ser en publicacions com Sugoi Magazine, Ohayo! o Generació Sud i les revistes especialitzades en manga i anime d'Ares Editorial realitzant il·lustracions i historietes de Shirase, Dokan i Minami. Alterna els seus treballs d'historietes i il·lustració amb treballs per a marques de disseny de moda com Jesús del Pozo o Filip Custic, i amb l'editorial Planeta, o editions Caurette.
Fins a 2011 va ser part del col·lectiu d'autors Kamikaze Factory Studio com a il·lustradora participant en campanyes publicitàries com la de Carolina BOIX, el llibre col·lectiu didàcticKodomo Manga paso a paso (Monsa), il·lustracions per a manga i anime Vitek Anime Music Experience, Melodia Eterna de Ailyn, En lo profundo del bosque de Charm o Maison Ikkoku: les cançons de la sèrie.
El 2016, Ortega va realitzar les il·lustracions per a l'adaptació al còmic de la saga Millenium, de Stieg Larsson, per a l'editorial franco-belga Dupuis. Després de publicar per primera vegada als Estats Units a Heavy Metall Magazine, comença a treballar amb Marvel i DC Comics, convertint-se en la primera espanyola que ho aconsegueix.
El 2021, a Batman:Urban Legends, realitza les imatges del passatge escrit per Meghan Fitzmartin on Tim Drake, identitat de Robin que acompanya sempre a Batman revela que és bisexual. Posteriorment va dibuixar una historieta de Wonder Woman per DC’s Tales from Earth-6: A Celebration of Stan Lee, el primer volum de Patriarchy, editat per Editions Caurette i treballs d'il·lustració per videojocs a Fortnite i per Riot Games.
Entre els anys 2023 i el 2024 va dibuixar al Batman numero 136 a l'antologia Batman: The Brave and the Bold al numero 4 i a Wonder Woman, amb Tom King.

## Estil artístic
Influenciada per l'anime que veia al Canal plus o Canal Sur 2 com Dragon Ball, Sailor Moon, Rurouni Kenshin ( El guerrer samurai) i la seva passió pel manga va passar durant la seva infància dibuixant a molts personatges que veia a Sakura, la caçadora de cartes.

## Obra
El 2007 va publicar el primer capítol del manga Himawari, història ambientada al Japó medieval que va aparèixer en el primer número de la revista Line Mangazine distribuïda en el Saló del Manga de Barcelona de 2007.
Més tard el 2015 va publicar a l'editorial Norma Pájaro Indiano, el 2016 Marc Márquez, la historia de un sueño (Noram,2016), la biografia en còmic del campió de motociclisme.

## Premis i reconeixements
- Amb el seu primer llibre, Hiwamari, ha guanyat el Premi al millor Manga Espanyol per Ficomic (Himawari, Glènat 2011)[10]
- En 2010 Premi al Millor Il·lustrador per Expomanga de Madrid.